# Zasłonak cynamonowy

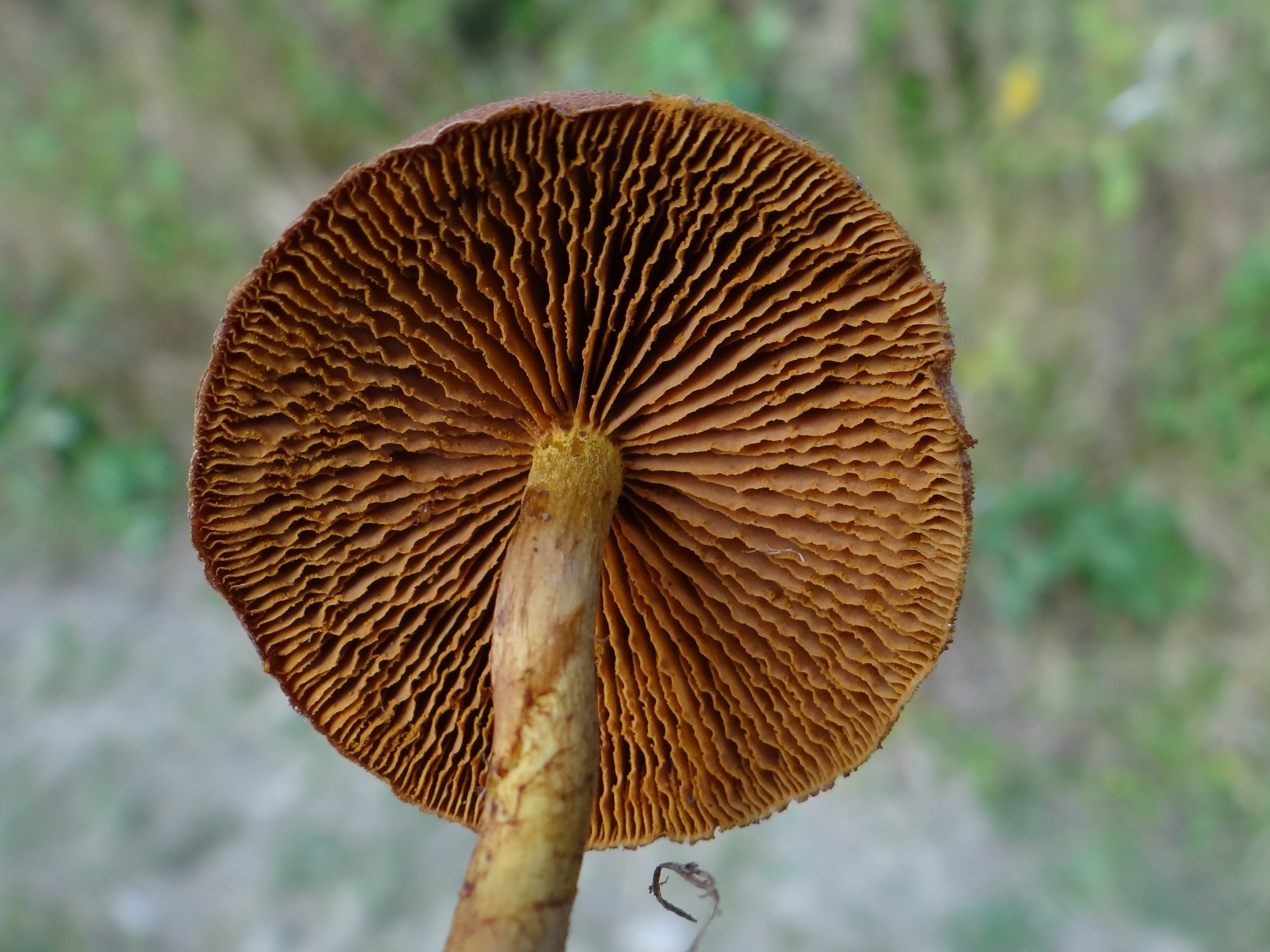

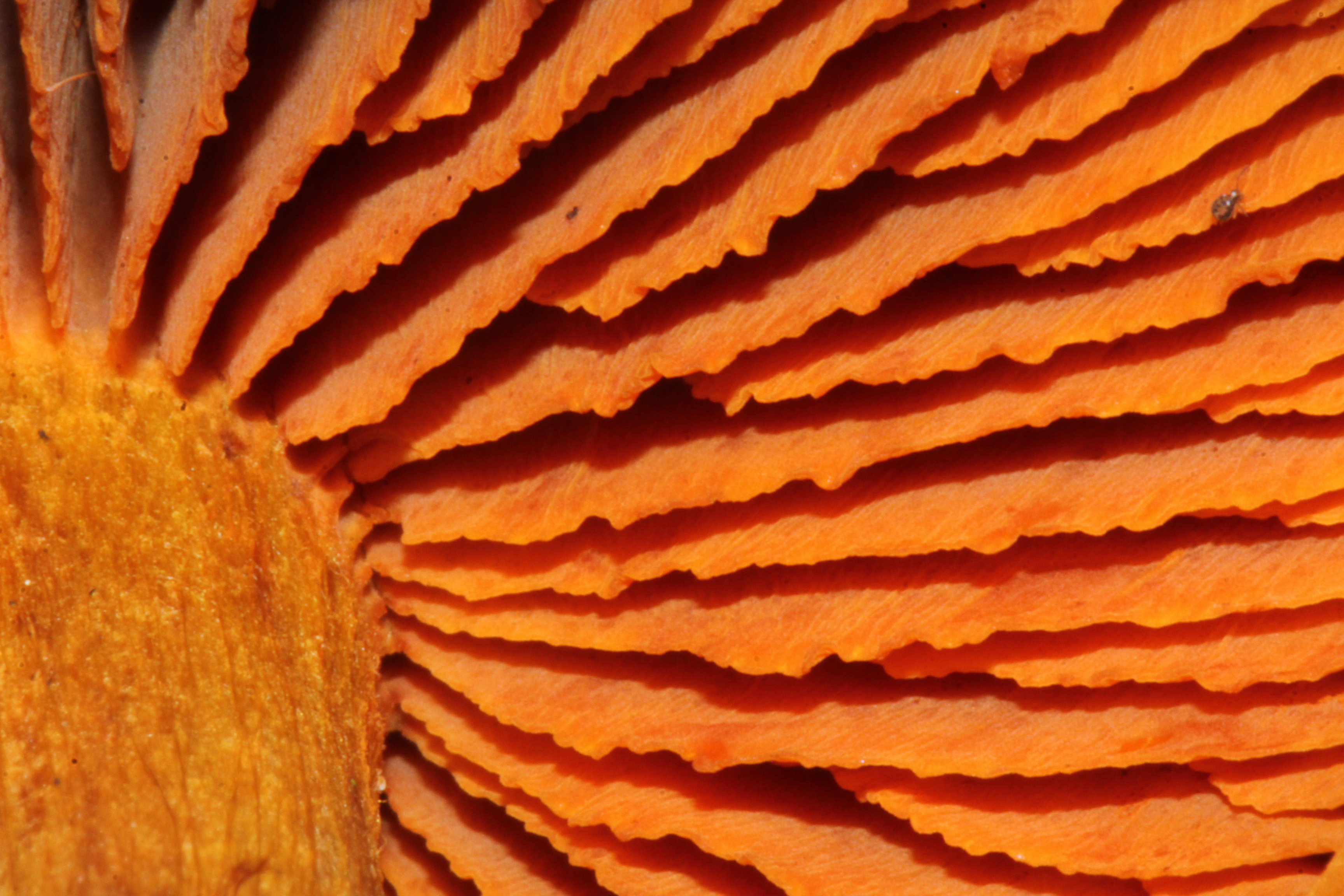

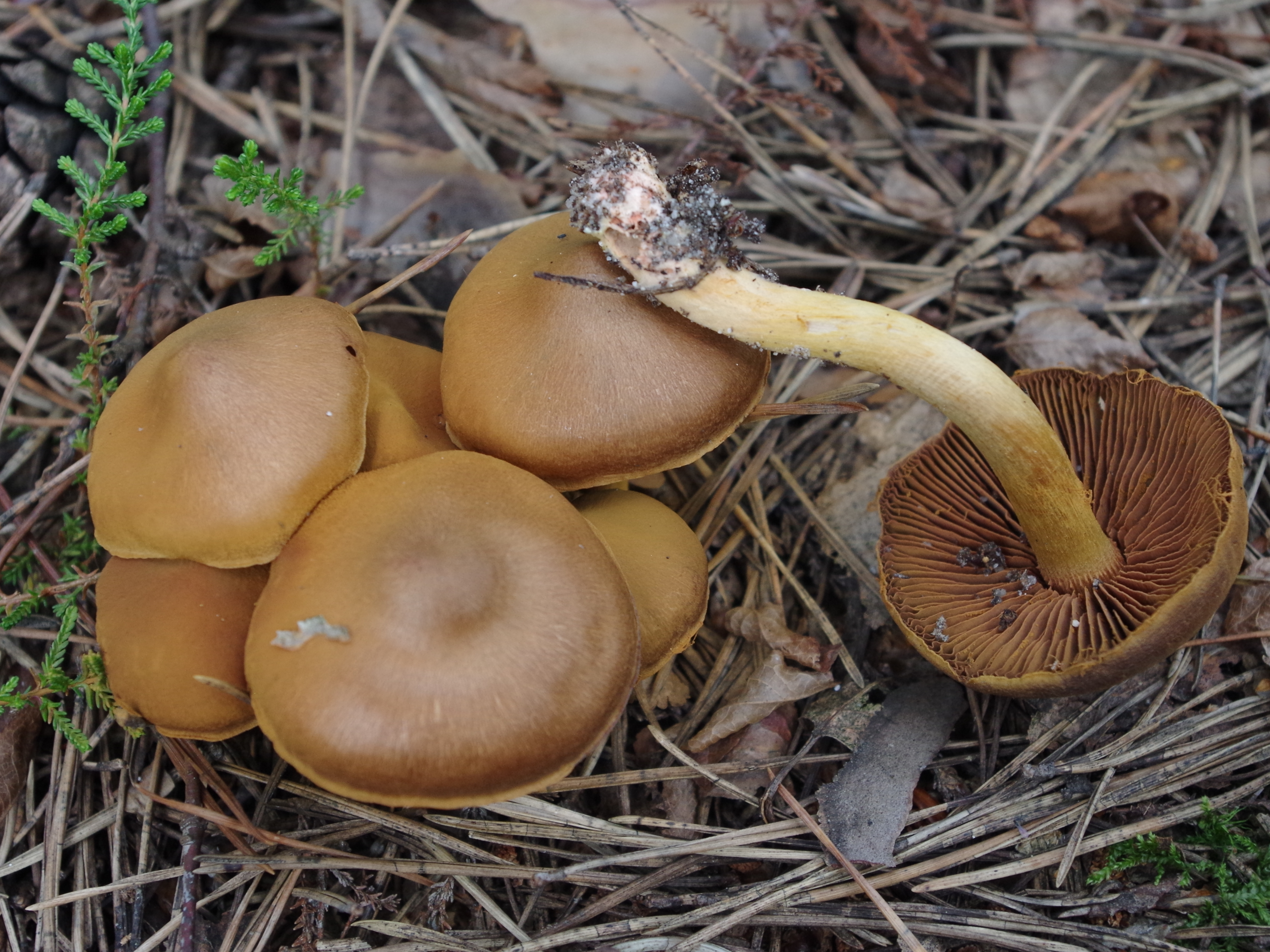

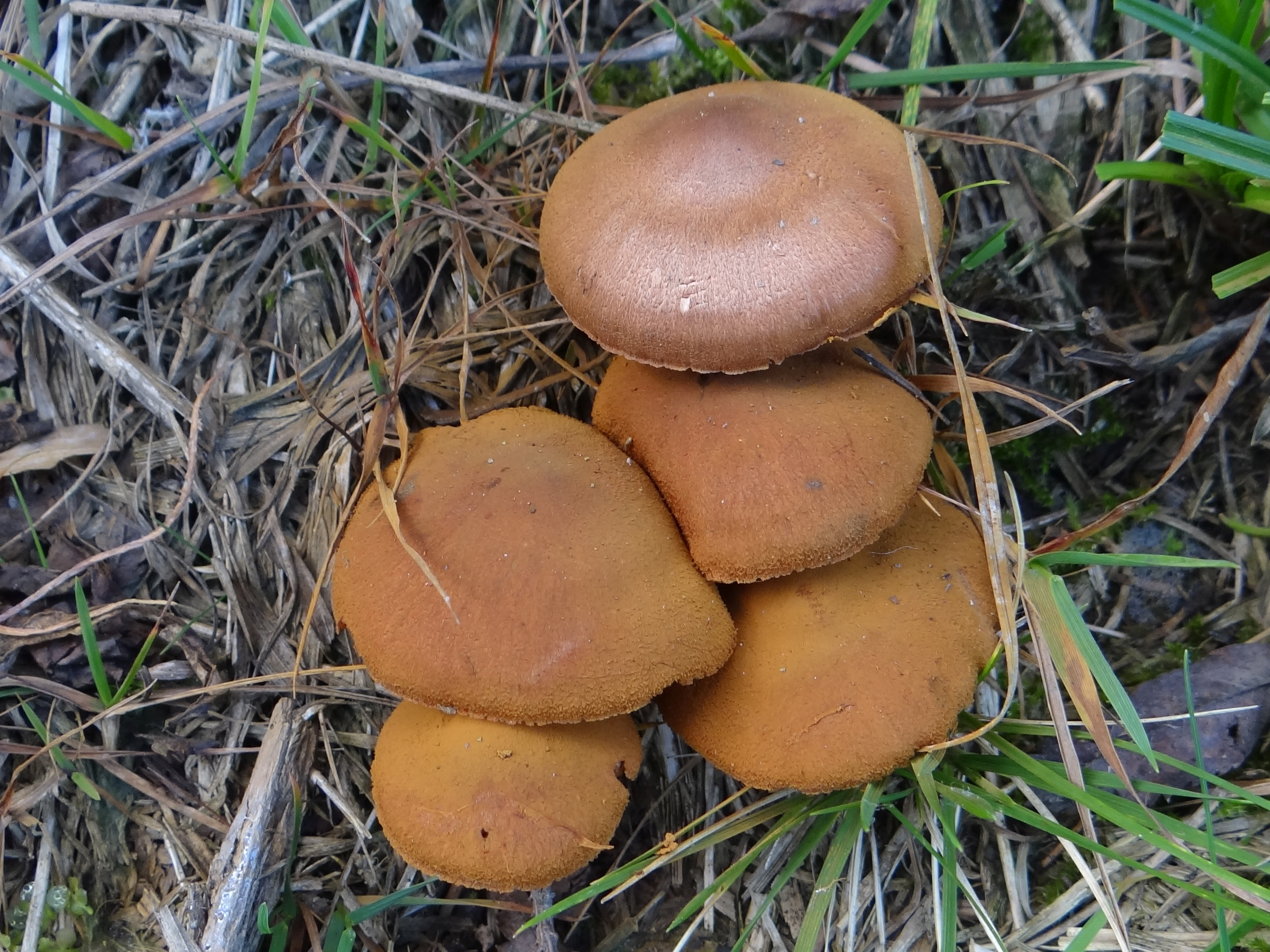

Zasłonak cynamonowy (Cortinarius cinnamomeus  (L.) Fr.) – gatunek grzybów należący do rodziny zasłonakowatych (Cortinariaceae).

## Systematyka i nazewnictwo
Pozycja w klasyfikacji według Index Fungorum: Cortinarius, Cortinariaceae, Agaricales, Agaricomycetidae, Agaricomycetes, Agaricomycotina, Basidiomycota, Fungi.
Po raz pierwszy opisany został opisany w 1753 r. przez K. Linneusza jako Agaricus cinnamomeus, w 1838 r. E. M. Fries przeniósł go do rodzaju Cortinarius i jest to nazwa uznana przez Index Fungorum. Na przestrzeni dziejów przez różnych mykologów klasyfikowany był do różnych rodzajów, odmian i form, co odzwierciedlają liczne synonimy naukowe. Jest ich ok. 30. Niektóre z nich:
- Agaricus cinnamomeus L. 1753
- Agaricus fucatophyllus Lasch 1828
- Cortinarius fucatophyllus (Lasch) Fr. 1838
- Dermocybe cinnamomea (L.) Wünsche 1877
- Dermocybe fucatophylla (Lasch) Ricken 1915
- Dermocybe paludosa (Fr.) Hlaváček 1980
- Flammula cinnamomea (L.) P. Kumm. 1871
- Gomphos cinnamomeus (L.) Kuntze 1898

W dawniejszych ujęciach taksonomicznych Cortinarius cinnamomeus zaliczany był w obrębie rodzaju Cortinarius do sekcji Dermocybe, do której należały zasłonaki zawierające odrębny barwnik, nie występujący u innych zasłonaków.
Nazwę polską nadał Franciszek Błoński w 1889 r., gatunek ten opisywany był też jako bedłka cynamonowa, cynamonka, opieńki, skórzak cynamonowy.

## Morfologia
Kapelusz
Należy do grupy drobnych zasłonaków. Średnica kapelusza 1–6 cm. Kształt u młodych owocników łukowaty, później niskołukowaty, w końcu rozpostarty z niedużym garbem. Nie jest higrofaniczny. Powierzchnia gładka lub delikatnie, promieniście włóknista lub bardzo drobno łuseczkowata, matowa. Barwa orzechowobrązowa, oliwkowobrązowa, umbrobrązowa, czasami czerwonawobrązowa. Brzegi zwykle jaśniejsze – oliwkowożółtawe. Często bywa promieniście popękana, zwłaszcza podczas suchej pogody. Z brzegu zwieszają się rdzawobrązowe resztki zasnówki, czasami znajdują się one również na obrzeżach kapelusza.
Blaszki
Gęste, nierówne, przy trzonie wykrojone ząbkiem. Maja szerokość 3–5 mm, ostrza równe, karbowane lub ząbkowane i nieco jaśniejsze. U młodych okazów są żółtordzawe, potem rdzawoochrowe, w końcu oliwkowoochrowe. Nigdy nie są cytrynowożółte.
Trzon
Wysokość 2–8 cm, grubość do 0,7 cm, kształt walcowaty, czasami nieco falisty. Początkowo jest pełny, później pusty. Powierzchnia żółtawa i jedwabiście połyskująca, pokryta żółtawymi i zazwyczaj nietrwałymi resztkami zasnówki, a w dolnej części brunatnym iwłókienkami.
Miąższ
Cienki, bladożółty lub żółty z oliwkowymi odcieniami, w dolnej części trzonu ciemniejszy. Bez wyraźnego zapachu, w smaku nieco gorzki.
Cechy mikroskopowe
Wysyp zarodników rdzawobrązowy. Zarodniki elipsoidalne, wydłużone, o rozmiarach 8,5-10 × 4,4 μm, pokryte drobnymi brodawkami lub niemal gładkie. Podstawki o rozmiarach 20-30 × 5–8 μm.
Gatunki podobne
- zasłonak jabłkowaty (Cortinarius malicorius). Ma miąższ oliwkowozielony[8], a resztki zasłonki na brzegu kapelusza są pomarańczowe[5].
- zasłonak cynamonowożółty (Cortinarius cinnamomeoluteus). Młode owocniki mają żółte blaszki[5].
- zasłonak szafranowy (Cortinarius croceus). Starsze okazy zasłonaka szafranowego i cynamonowego są bardzo podobne. Do pewnego rozróżnienia tych gatunków konieczne są okazy młode; należy je przekroić, by określić kolor blaszek[8].

## Występowanie i siedlisko
Opisano jego występowanie w Ameryce Północnej, Europie, Japonii i na Nowej Zelandii, prawdopodobnie jednak występuje na całej półkuli północnej w strefie klimatu umiarkowanego. W Europie Środkowej jest szeroko rozprzestrzeniony i częsty, również w Polsce jest gatunkiem pospolitym.
Rośnie na ziemi, najczęściej w górskich lasach świerkowych, gdzie często występuje gromadnie. Rzadziej spotykany jest pod sosnami i w lasach liściastych. Owocniki wytwarza od sierpnia do października.

## Znaczenie
Grzyb mykoryzowy. Nie są znane jego własności spożywcze, ale uznaje się go za grzyba trującego, większość zasłonaków bowiem zawiera trującą orellaninę. Stwierdzono, że żyje w symbiozie z korzeniami turzycy sinej (Carex flacca) i turzycy pigułkowatej (Carex pilulifera). Jest to mykoryza arbuskularna: strzępki grzyba wnikają między komórki naskórka i kory korzeni turzyc, głównie w pierwszej strefie ich korzeni bocznych.